# Природжений убивця
«Природжений вбивця» — п'ятнадцятирічна дівчинка з сім'ї мормонів-фундаменталістів штату Юта. Одного разу вона знаходить заборонену касету з рок-музикою. Ніколи не чувши нічого подібного раніше, Рейчел переживає неповторні емоції.

## Зміст
Адам захоплюється історією кінематографу. Та на знімальному майданчику рімейка старого фільму вбивають акторку. Все відбувається так само, як і при першій спробі створити картину. Зловісна атмосфера дуже пригнічує всю знімальну групу. Ніхто не може довіряти один одному, а якщо злочинців не знайдуть швидко, то кількість жертв буде збільшуватися.

## Ролі
| Актор             | Роль     |
| ----------------- | -------- |
| Ленс Генріксен    | -        |
| Деніел Віслер     | -        |
| Едвард Ферлонг    | -        |
| Тіффані Шепіс     | -        |
| Рена Ріффель      | -        |
| Тейт Ганіок       | -        |
| Александра Голден | -        |
| Мерседес МакНаб   | -        |
| Брук Лайонс       | -        |
| Метт Бушнелл      | -        |
| Тоні Тодд         | детектив |

## Знімальна група
- Режисер — Джош Ейсенштадт
- Сценарист — Аарон Поуп, Джош Ейсенштадт
- Продюсер — Девід Форлайн, Дрю Беренк, Джон Даудл
- Композитор — Джим Кауфман